# Nationaal Park Tatra (Polen)
Nationaal Park Tatra (Pools: Tatrzański Park Narodowy) is gelegen in het zuiden van Polen in de woiwodschap Klein-Polen en maakt deel uit van het Karpatengebergte. Het gebied werd in oktober 1954 als nationaal park ingericht  en grenst aan het gelijknamige Nationaal Park Tatra in Slowakije. Beide nationale parken staan sinds 1992 op de lijst van biosfeerreservaten van UNESCO's Mens- en Biosfeerprogramma (MAB), onder de naam Biosfeerreservaat Tatra. Nationaal Park Tatra heeft een oppervlakte van 211,64 km².

## Flora
In Nationaal Park Tatra zijn meer dan 1.000 vaatplanten, 450 mossen, 700 korstmossen en 900 schimmels vastgesteld. Deze rijkdom dankt het gebied aan de vijf verschillende vegetatie- en klimaatzones. Het gebied is zeer rijk aan orchideeën. Zo is het mogelijk om soorten aan te treffen als bosorchis (Dactylorhiza fuchsii), spookorchis (Epipogium aphyllum), witte muggenorchis (Pseudorchis albida) en dennenorchis (Goodyera repens). Andere opvallende planten zijn de witte klaverzuring (Oxalis acetosella), voorjaarsgentiaan (Gentiana verna), dwergsleutelbloem (Primula minima) en Soldanella carpatica, een soort kwastjesbloem.

## Fauna
Het nationaal park bestaat voor 60,4% uit bossen. In de lagere zones bestaan deze vaak uit beuk (Fagus sylvatica). Hier kunnen vogelsoorten als bonte vliegenvanger (Ficedula hypoleuca) en fluiter (Phylloscopus sibilatrix) worden aangetroffen. Hogerop neemt het aandeel van fijnsparren (Picea abies) toe en kunnen ook vogels als beflijster (Turdus torquatus), oeraluil (Strix uralensis), hazelhoen (Tetrastes bonasia), kleine vliegenvanger (Ficedula parva) en drieteenspecht (Picoides tridactylus) worden gezien. Langs waterlopen leeft de grote gele kwikstaart (Motacilla cinerea). In de hooggebergten bestaat het landschap uit alpiene graslanden, rotsen en kliffen. Tussen nissen op steile rotswanden broedt de rotskruiper (Tichodroma muraria), een zeldzame en moeilijk waar te nemen soort. In alpenweiden en tussen rotsblokken in de alpiene zone leven ook alpenheggenmussen (Prunella collaris) en waterpiepers (Anthus spinoletta). Bovendien leven hier ook tatragemzen (Rupicapra rupicapra tatrica), een zeldzame ondersoort van de gems, en een geïsoleerde populatie alpenmarmotten (Marmota marmota). Nationaal Park Tatra is tevens een van de vijf gebieden in Polen waar de bruine beer (Ursus arctos) voorkomt. Er wordt geschat dat het aantal bruine beren in het nationaal park permanent rond de 12 individuen ligt.

## Toerisme
Een van de belangrijkste toeristische attracties is de in 1936 gebouwde kabelbaan naar het bergstation op de Kasprowy Wierch (1.987 meter). Er is ook een meteorologisch observatorium aanwezig. Vanaf Kasprowy Wierch zijn er meerdere routes over de bergpas uitgezet die terug naar Kuźnice en Zakopane leiden.
Het hoogste punt van Polen ligt in het Nationaal Park Tatra op 2.499 meter boven zeeniveau op de berg Rysy. De piek van de Rysy (2.503 meter) bevindt zich echter op Slowaaks grondgebied.

## Afbeeldingen

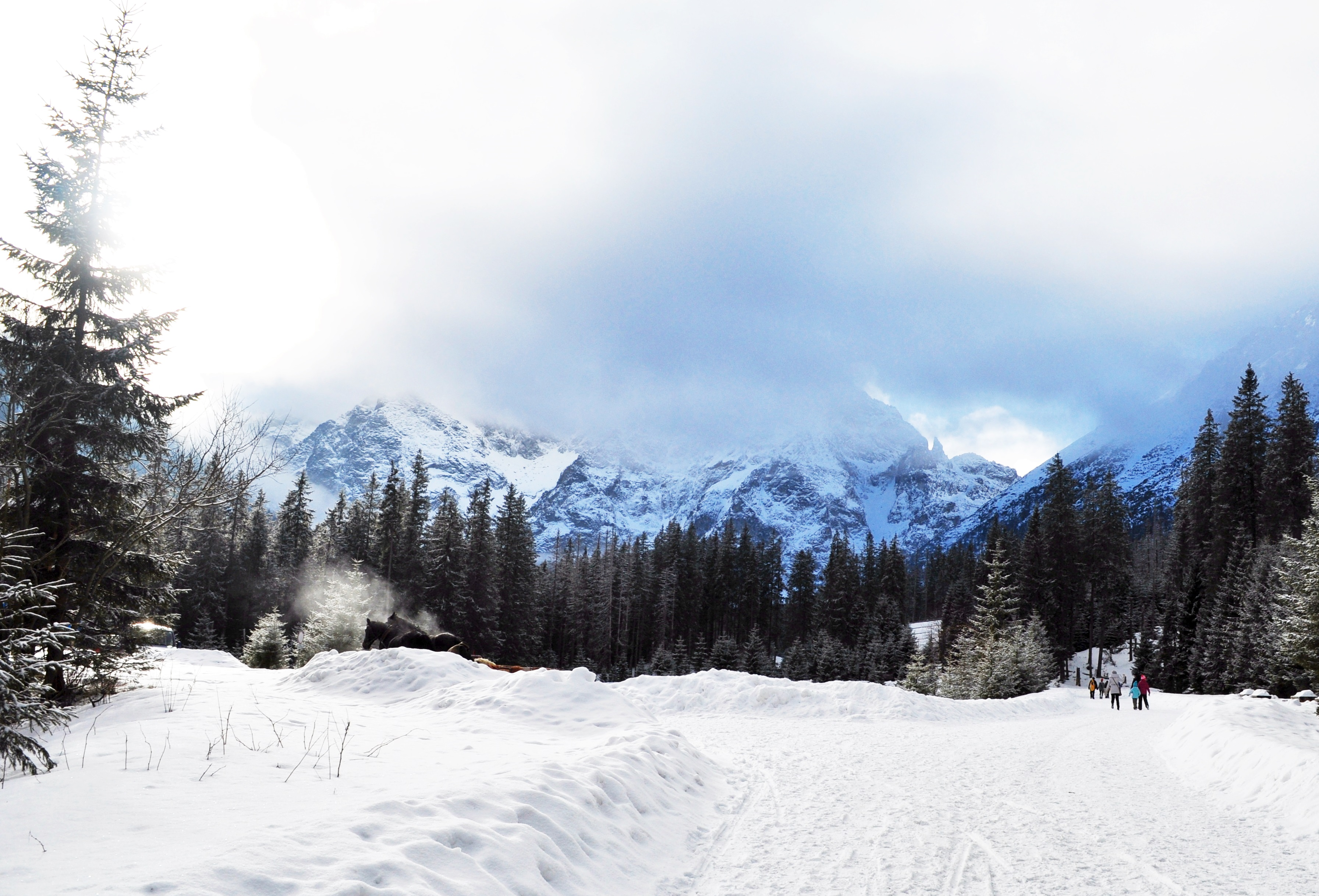
Winterse situatie in Nationaal Park Tatra.
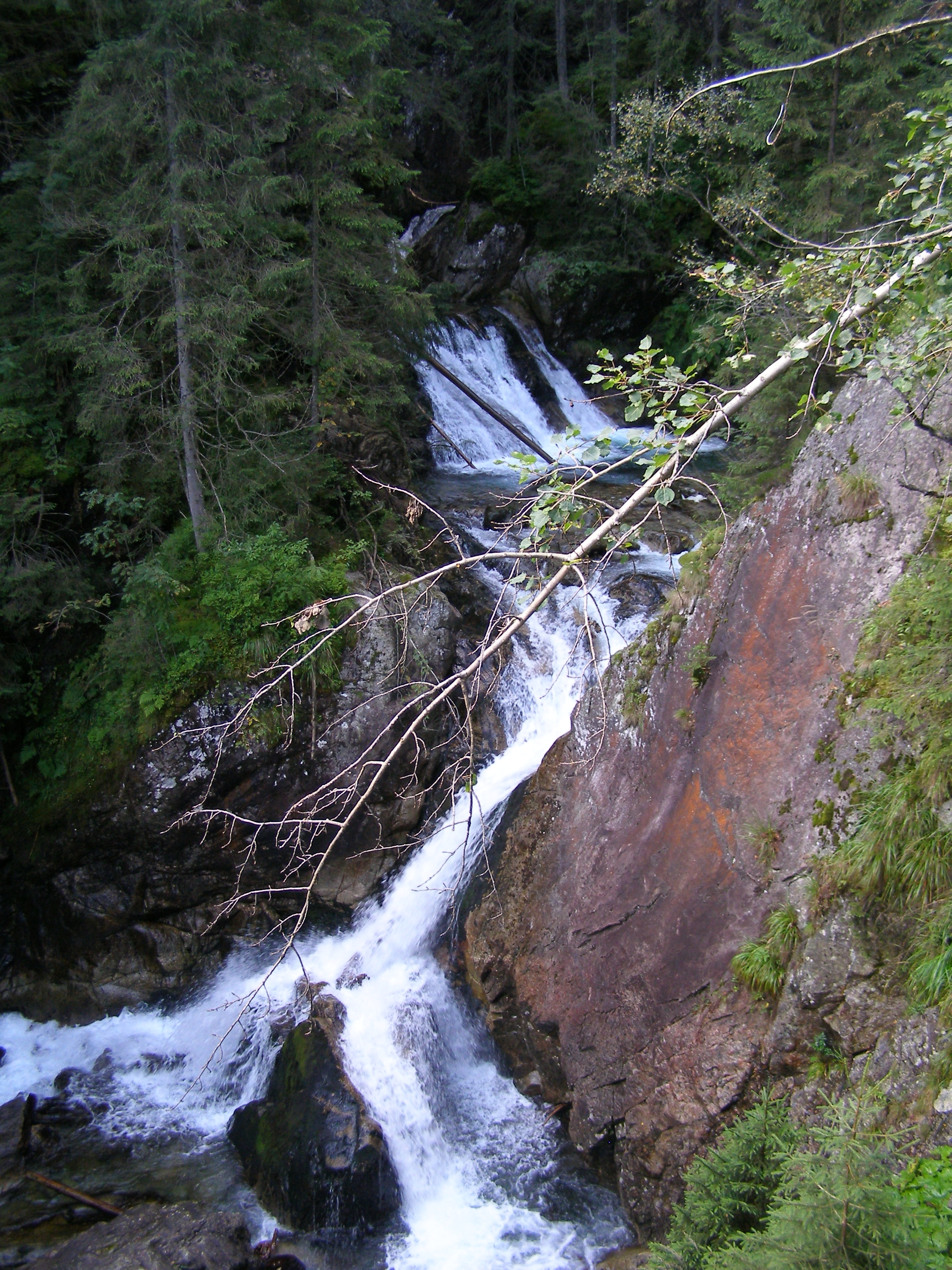
De waterval Mickiewicz.
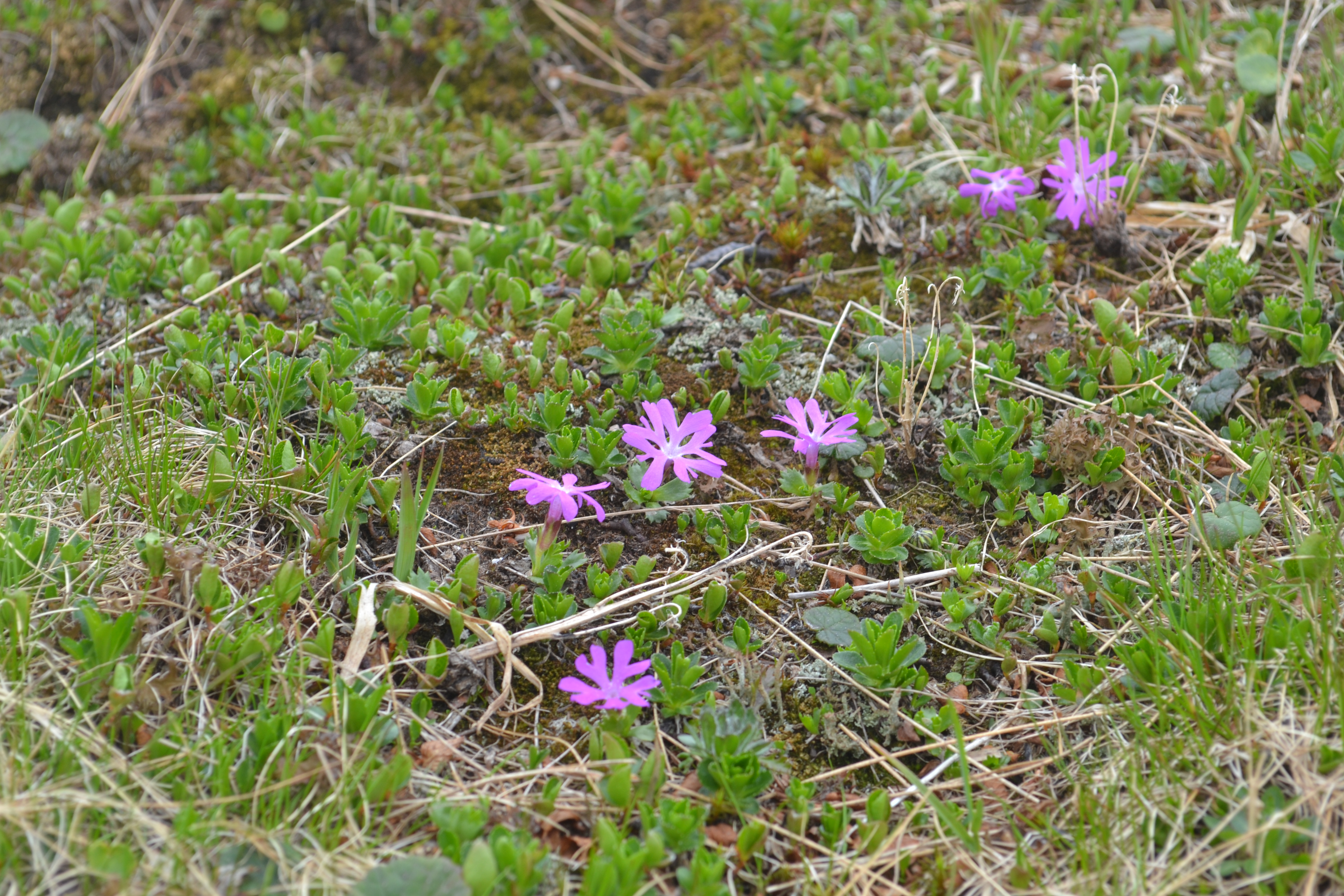
Dwergsleutelbloem (Primula minima) in de omgeving van Kasprowy Wierch.
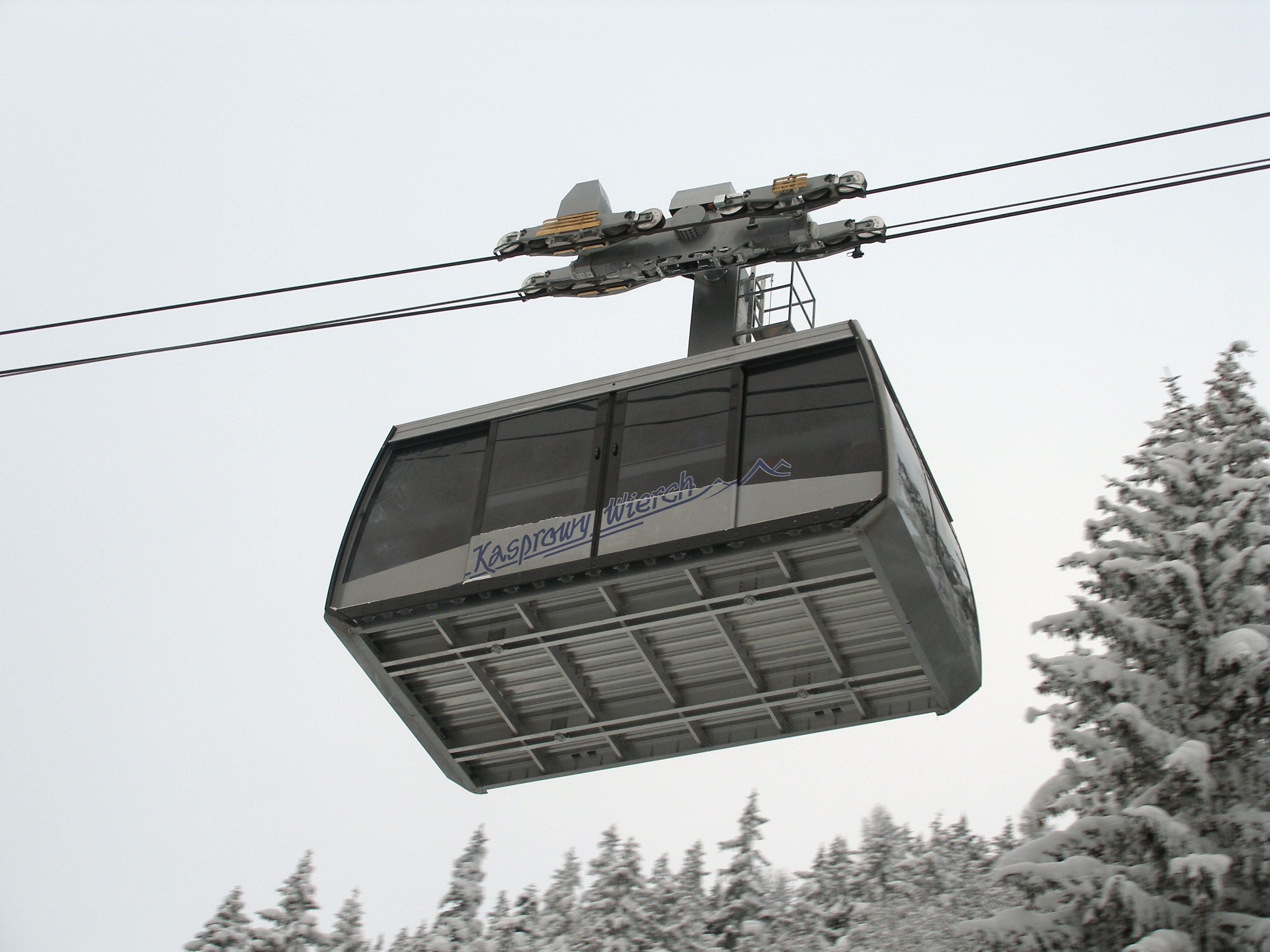
Kabelbaan tussen Kuźnice en Kasprowy Wierch.
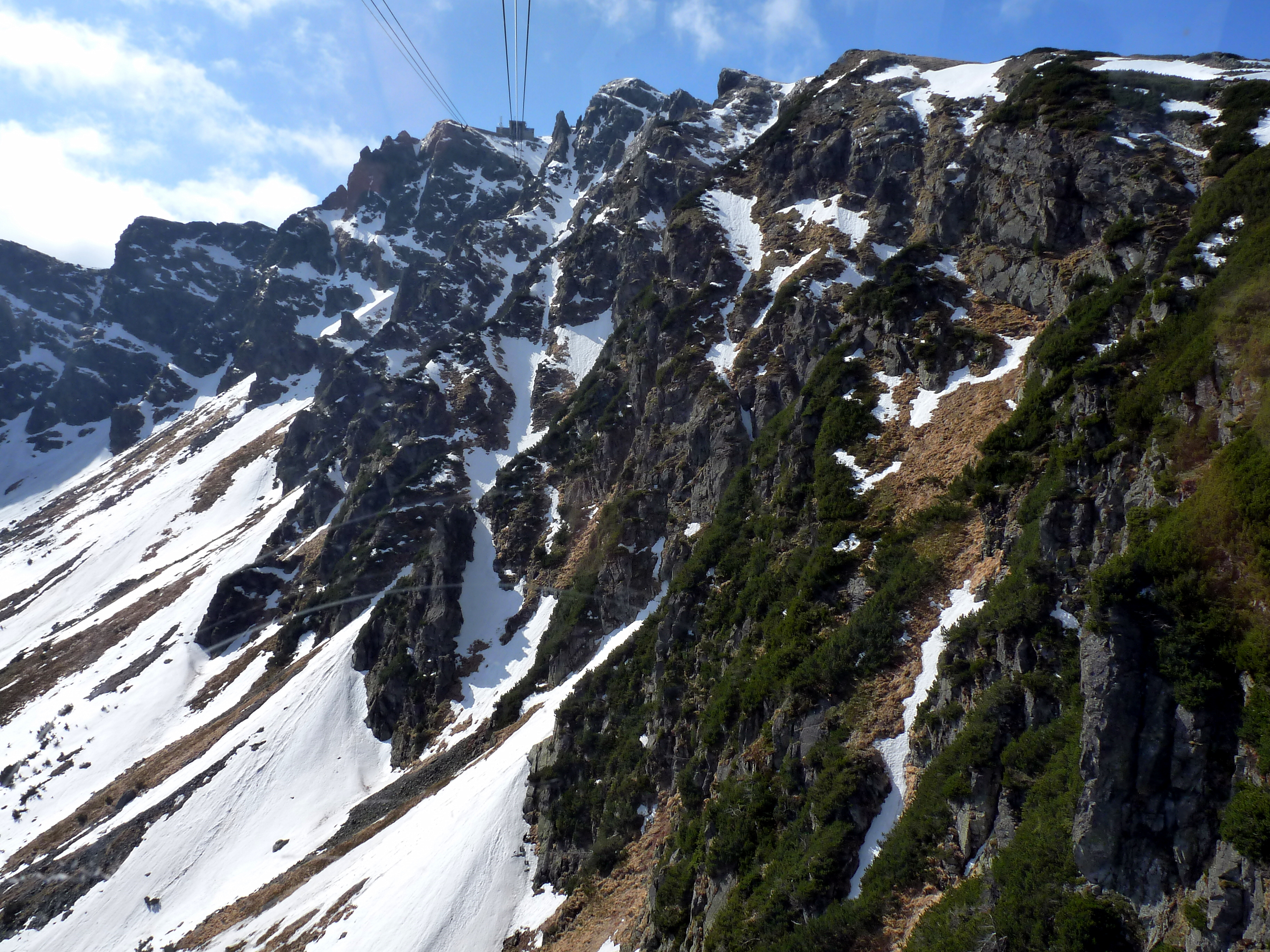
Het bergstation op Kasprowy Wierch.
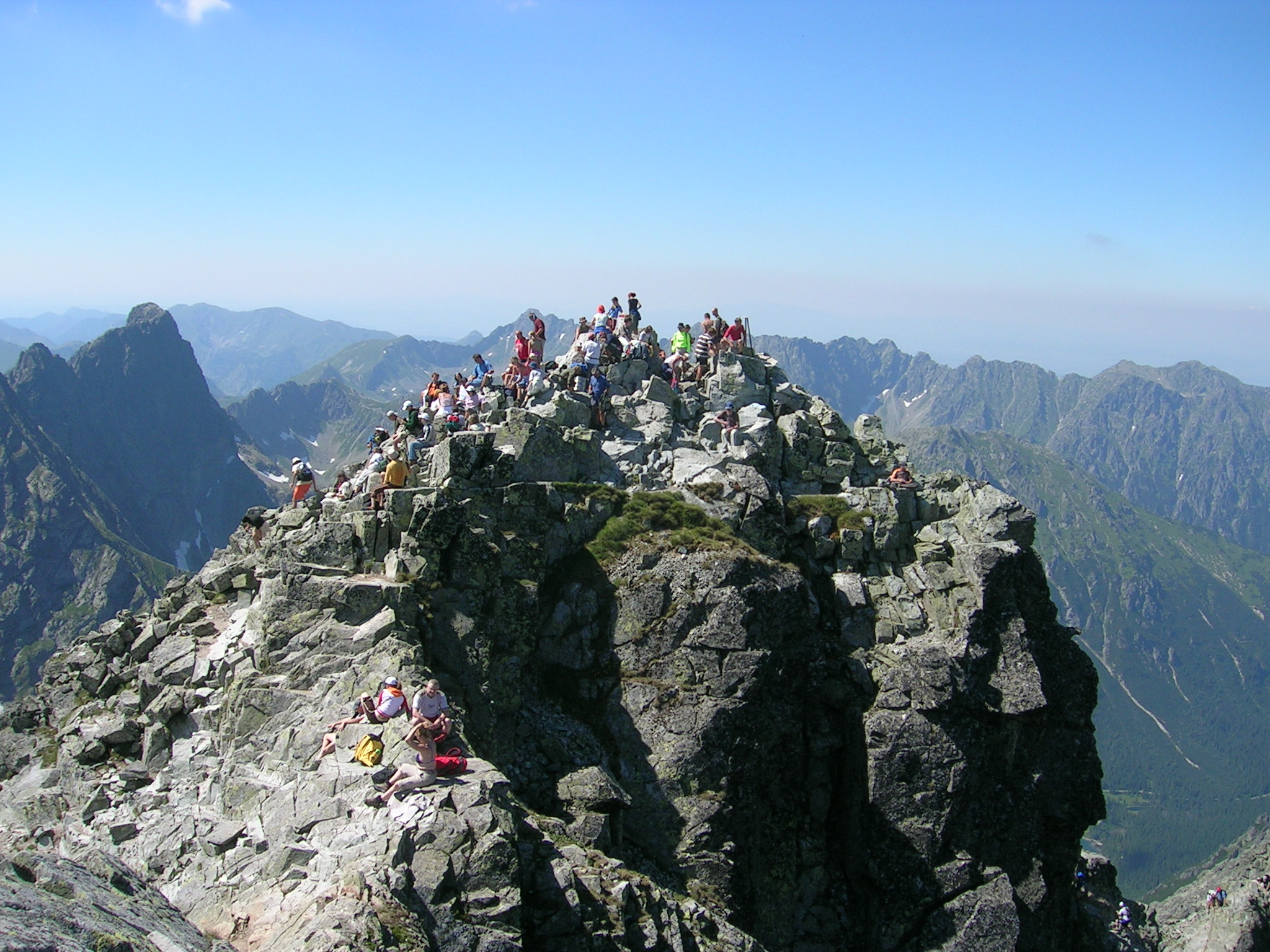
De berg Rysy (2.503 meter), enkele meters over de grens in Slowakije.
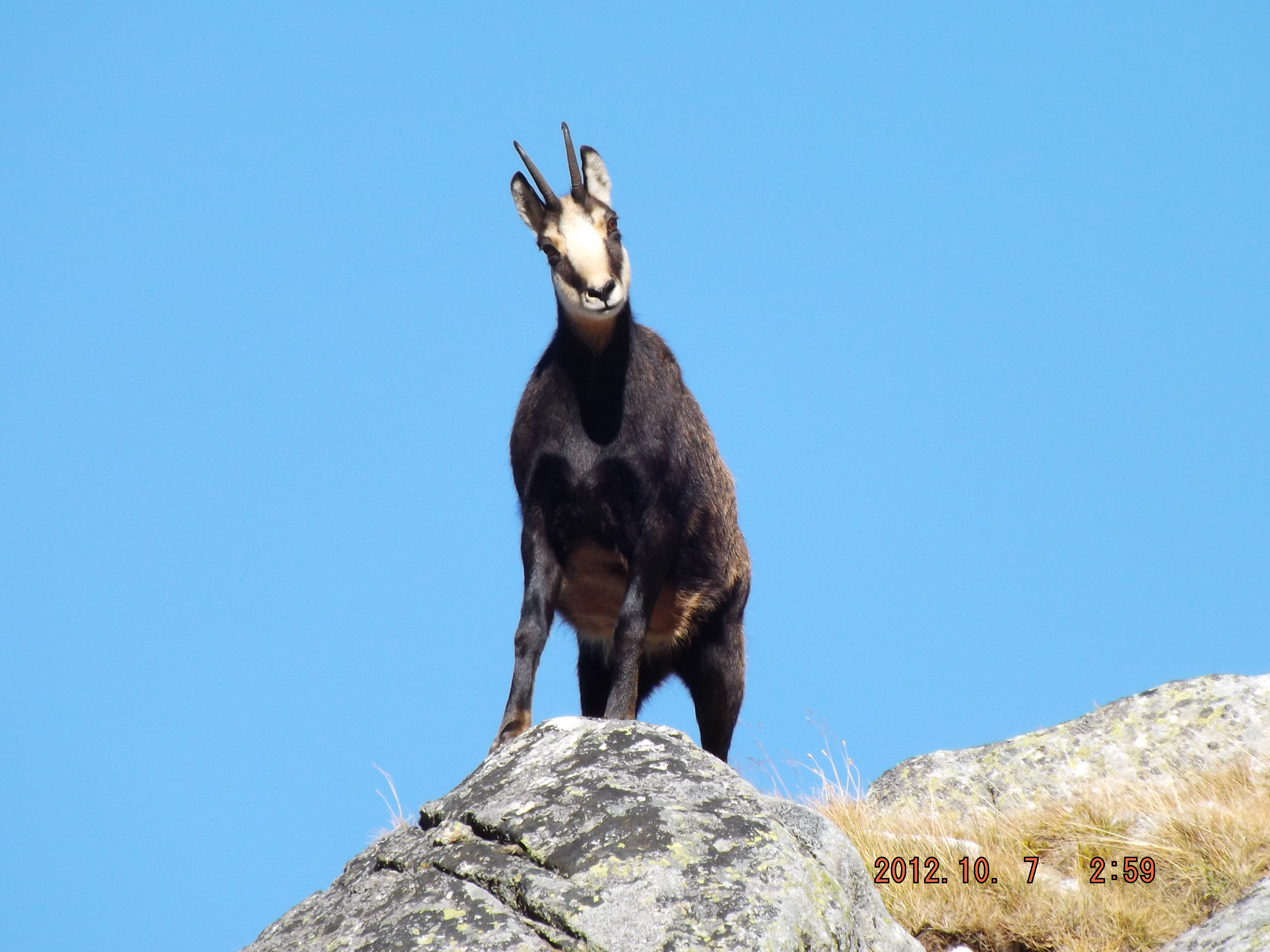
Een tatragems (Rupicapra rupicapra tatrica) in het nationaal park.
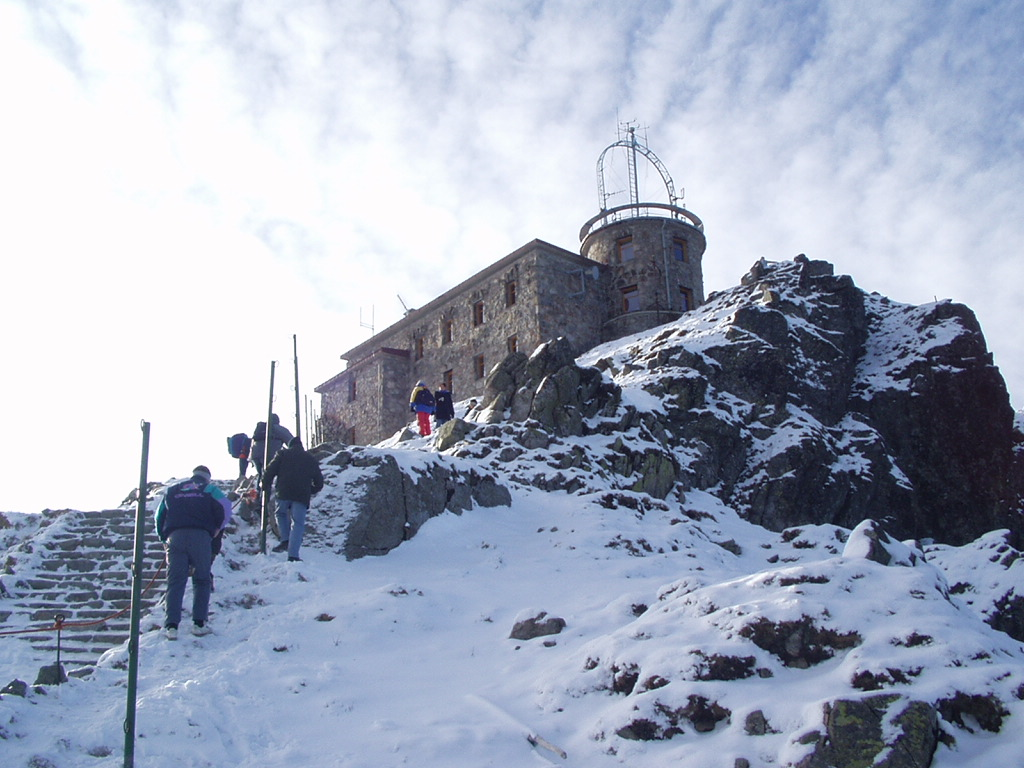
Meteorologisch centrum op Kasprowy Wierch.
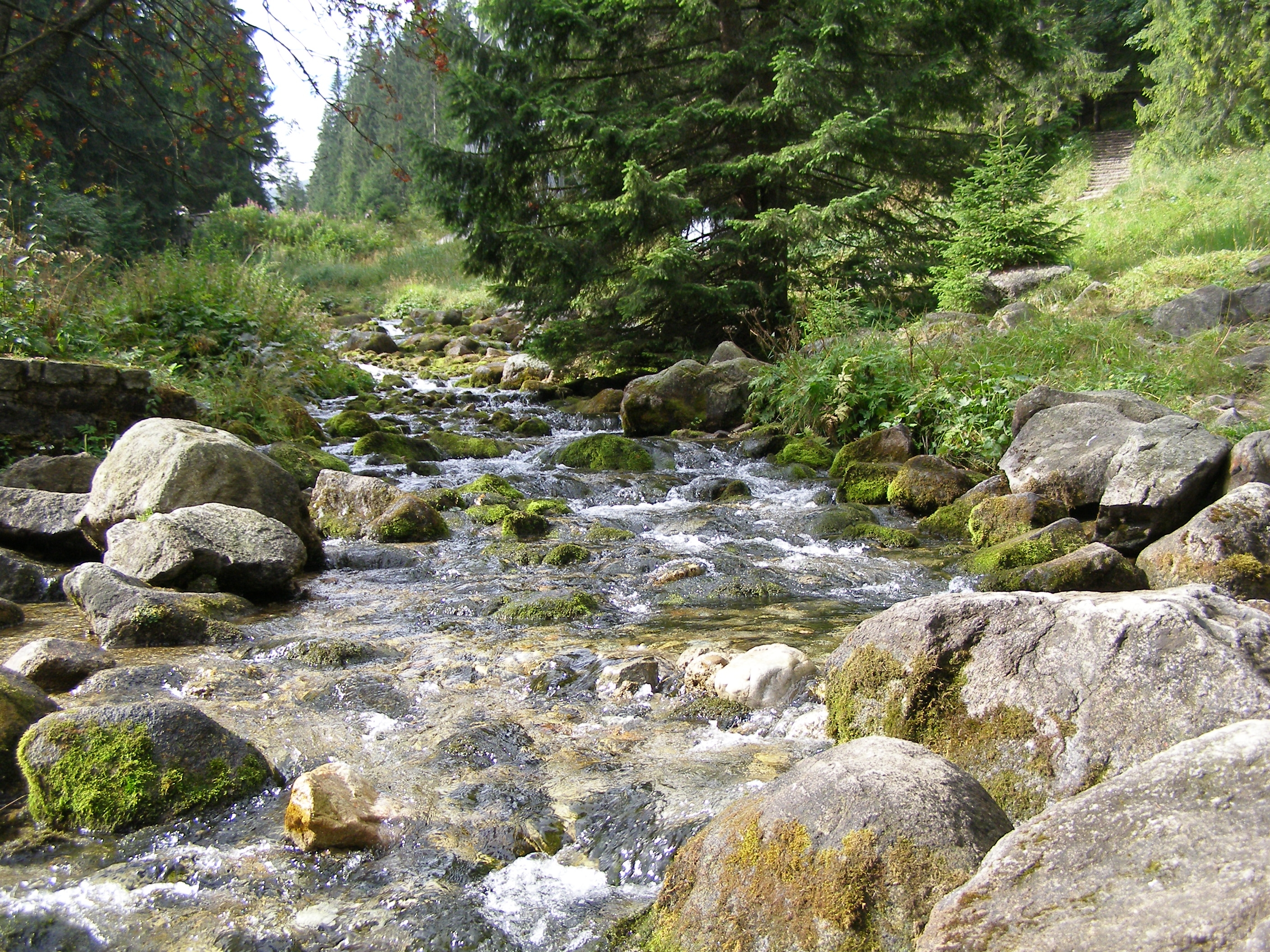
De rivier Bystra bij Kuźnice.
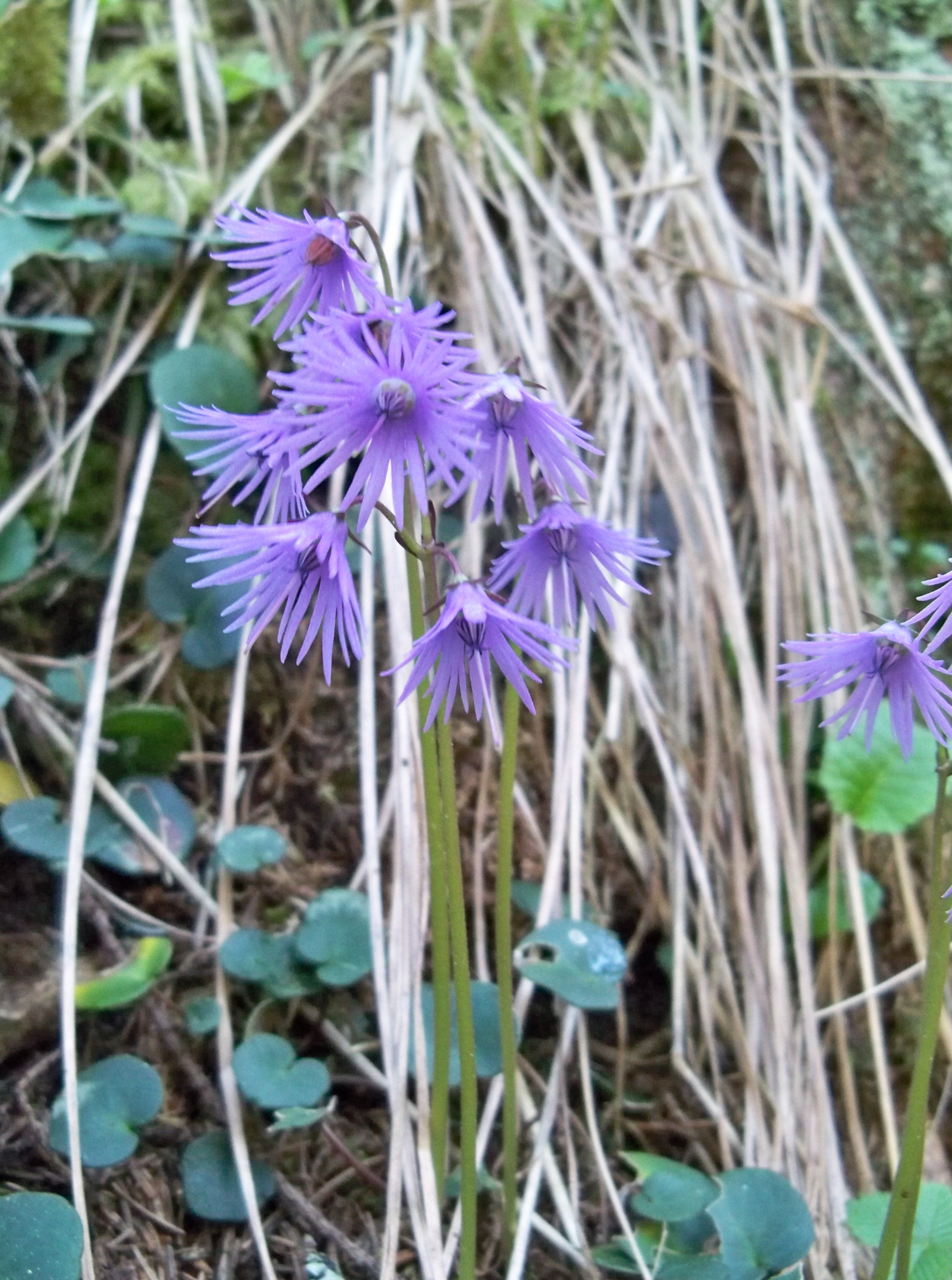
Soldanella carpatica in N.P. Tatra.
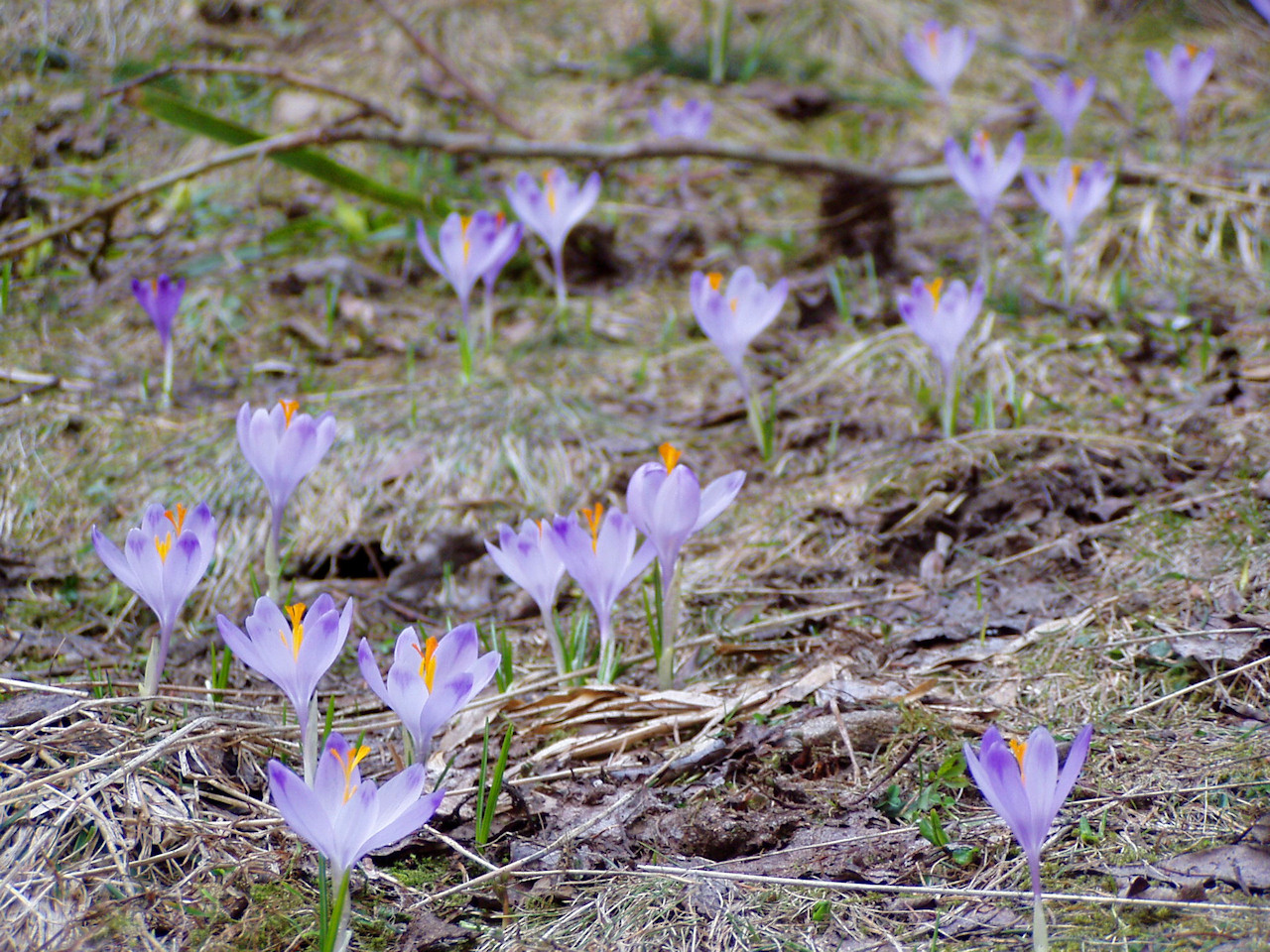
Bonte krokus (Crocus vernus vernus).
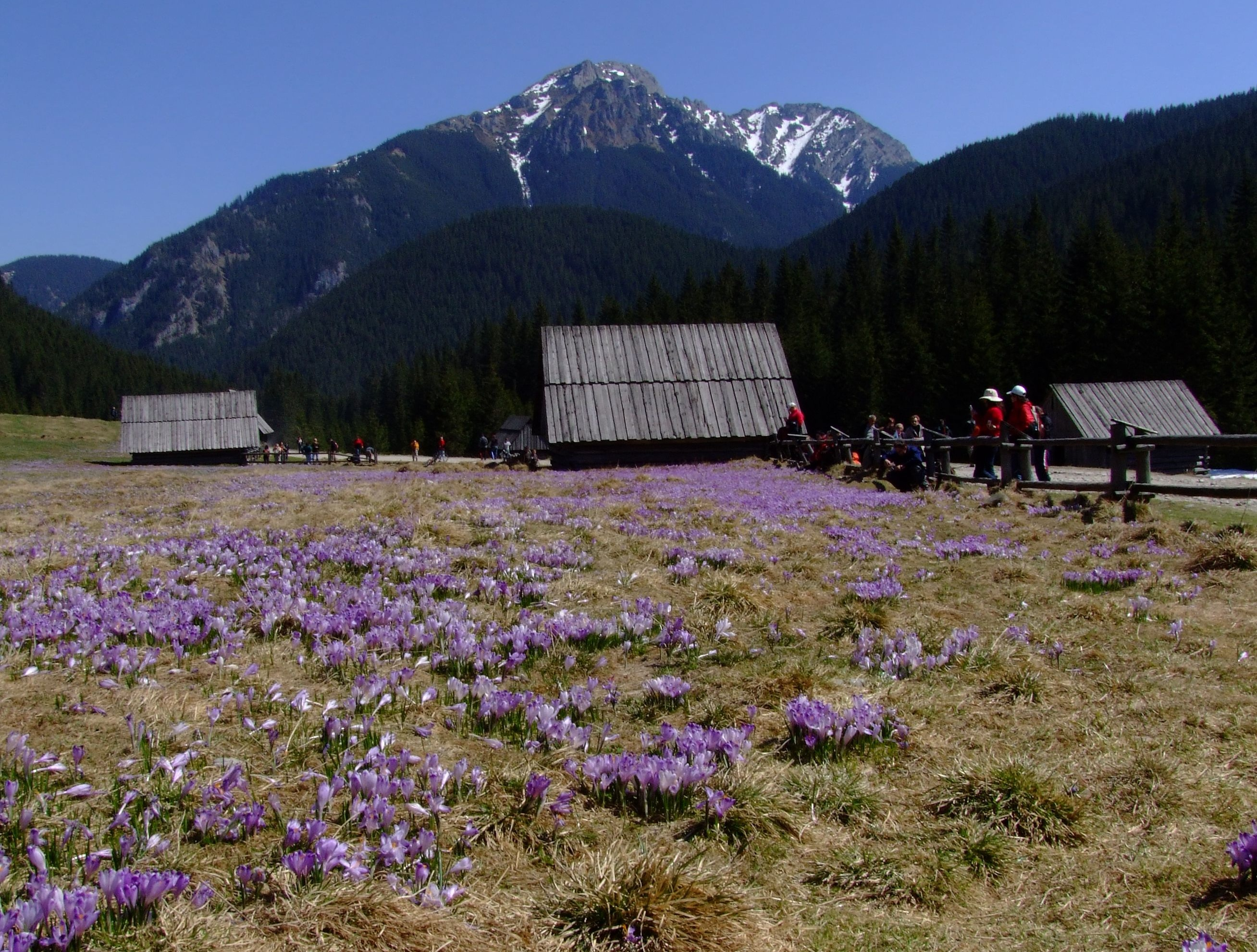
Voorjaar in het nationaal park.
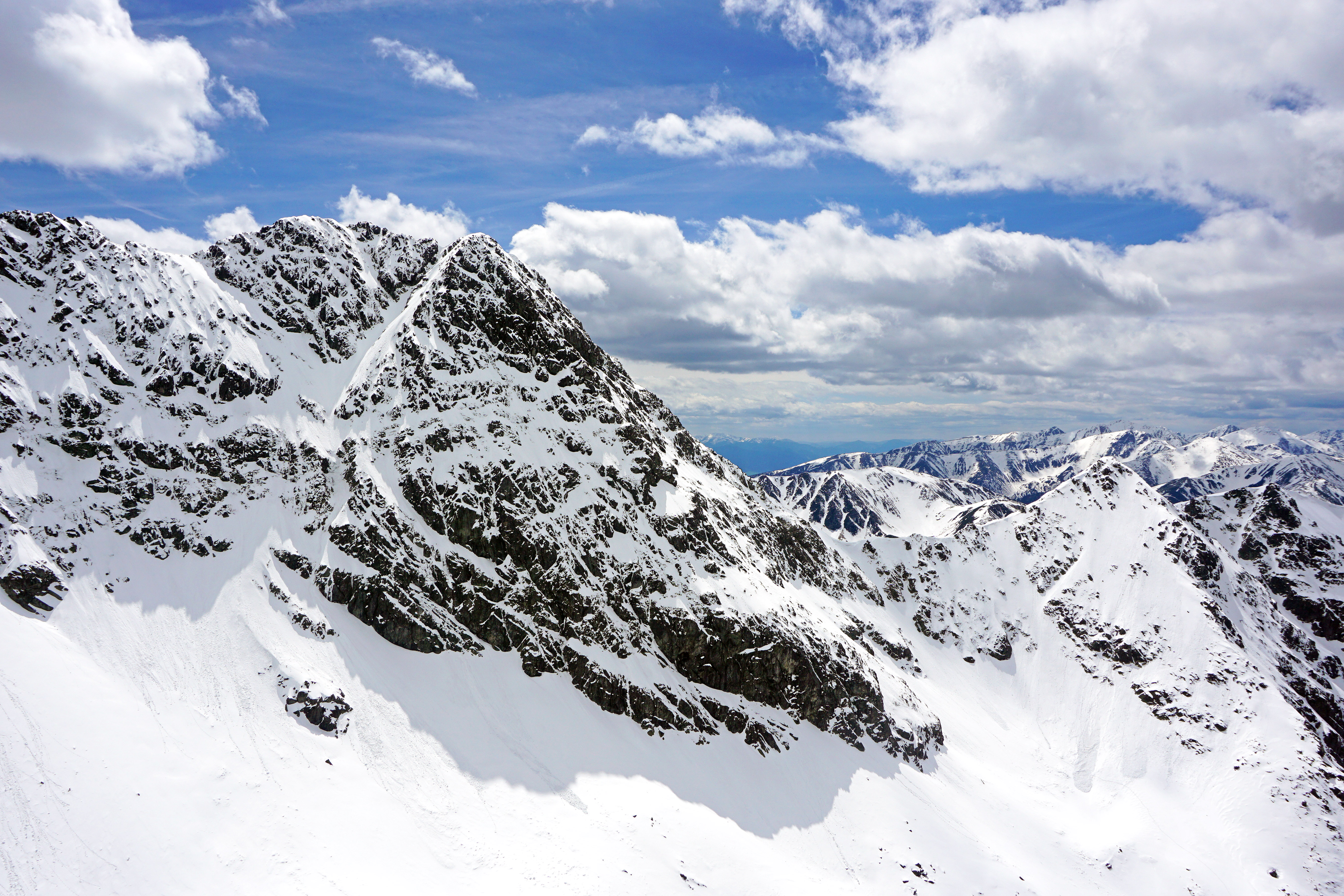
De bergpiek Świnica.

Babia Góra · 
Białowieża · 
Biebrza · 
Bieszczady · 
Bory Tucholskie · 
Drawa · 
Gorce · 
Gór Stołowych · 
Kampinos · 
Karkonosze · 
Magura · 
Narew · 
Ojców · 
Pieniny · 
Poleski · 
Roztocze · 
Słowiński · 
Świętokrzyski · 
Tatra · 
Wartamonding · 
Wielkopolska · 
Wigry · 
Wolin